# 塙直之
塙 直之（ばん なおゆき）は、戦国時代から江戸時代初期にかけての武将。諱は直次、尚之とも。通称は長八、後に団右衛門に改めた。一時、出家した際には鉄牛と号した。
後世、『難波戦記』などの軍記物や岩見重太郎の講談などで有名になったため、塙 団右衛門（ばん だんえもん）の名でも知られる。

## 経歴
出自は不詳である。尾張国の人で、同姓であるため、織田氏の家臣・塙直政の一族か縁者とする推測もあるが、遠州横須賀衆で浪人となった須田次郎左衛門という人物が本人であるという話や、上総国養老の里の出身で千葉氏の家来だったが、小田原北条氏家臣で「地黄八幡」の旗印で知られる北条綱成に仕えたという話、相州玉縄の住人で玉縄城主となった北条左衛門大夫の徒士となったという話もあり、出身地や素性も定まらない。
前歴についても不詳である。猟夫より身を起して織田家臣の坂井政尚の馬卒となり、功をあげて織田信長に士分として取り立てられたが、酒を飲むと暴れ出すという悪癖のために人を殺めてしまって放逐され、浪人となって諸国放浪したという話もあれば、前述のように北条綱成の家臣であったが、小田原合戦の後に浪人となったとする話もあり、小早川隆景の家臣・瀧権右衛門に仕えて200石の知行を得ていたが、浪人となって貧窮し、豊臣秀次の家臣・木村重茲の小姓達が憐れに思い、衣類を揃えてやって加藤嘉明に口添えしたという話もある。幾つかの話には浪人中は時雨左之助（しぐれ さのすけ）を名乗ったという逸話も登場する。
小田原合戦の後から朝鮮出兵の前のようであるから、天正18年から天正20年の間と推測されるが、豊臣秀吉の家臣で伊予国松山の大名となった加藤嘉明に召し抱えられたことは、それぞれの話で一致する。朝鮮の役では、嘉明は青い絹四尺半の真ん中に日の丸を描いた旗印をこしらえさせたが、この旗手を近習の推薦で歩小姓であった直之に任せることとし、直之はこの目立つ旗を背中に背負って活躍し、度々武功をあげて、350石の知行を得た。漆川梁海戦で、敵の番船三艘を8名で乗っ取るという手柄も上げている。
戦役後、1,000石の知行をもらう鉄砲大将に出世し、その際に地位に相応しく、塙団右衛門直之と改名したと言う。
しかし慶長5年（1600年）の関ヶ原の戦いの時に、鉄砲大将を任されながら、命令を無視して勝手に足軽を出撃させたため嘉明の勘気を被り、「将帥の職を勤め得べからず（＝お前には将の役目を勤める能力がない）」と叱責された。これに憤慨した直之は、「遂不留江南野水　高飛天地一閑鴎（＝小さな水に留まることなく、カモメは天高く飛ぶ）」との漢詩を、書院の大床に張りつけると、禄を捨てて出奔した。一方、漢詩を見た嘉明も激怒し、奉公構を出して、諸侯が直之を雇うのを妨害した。
奉公構の身ではあったが、小早川秀秋は嘉明よりも格上のために遠慮せずに彼を召し抱えて、直之は1,000石の知行で鉄砲大将となった。慶長7年（1602年）10月の秀秋の死去により主家が断絶して、浪人となった。次いで小笠原吉光の知遇を得て、徳川家康の子息である松平忠吉に仕えたが、こちらも慶長12年（1607年）3月に死去して断絶し、再度浪人することになった。次いで福島正則が馬廻として召し抱えて1,000石の知行を与えていたが、名古屋城築城の際（慶長14年）に、嘉明が正則に直に抗議して奉公構を守るように迫ったために、罷免された。
この様な経緯から任官を諦めて、妙心寺の大龍和尚のもとに寄宿し、一時期は剃髪して仏門に入って「鉄牛」を称したが、刀脇差しを帯びた姿で托鉢をして檀家の不興を買った。

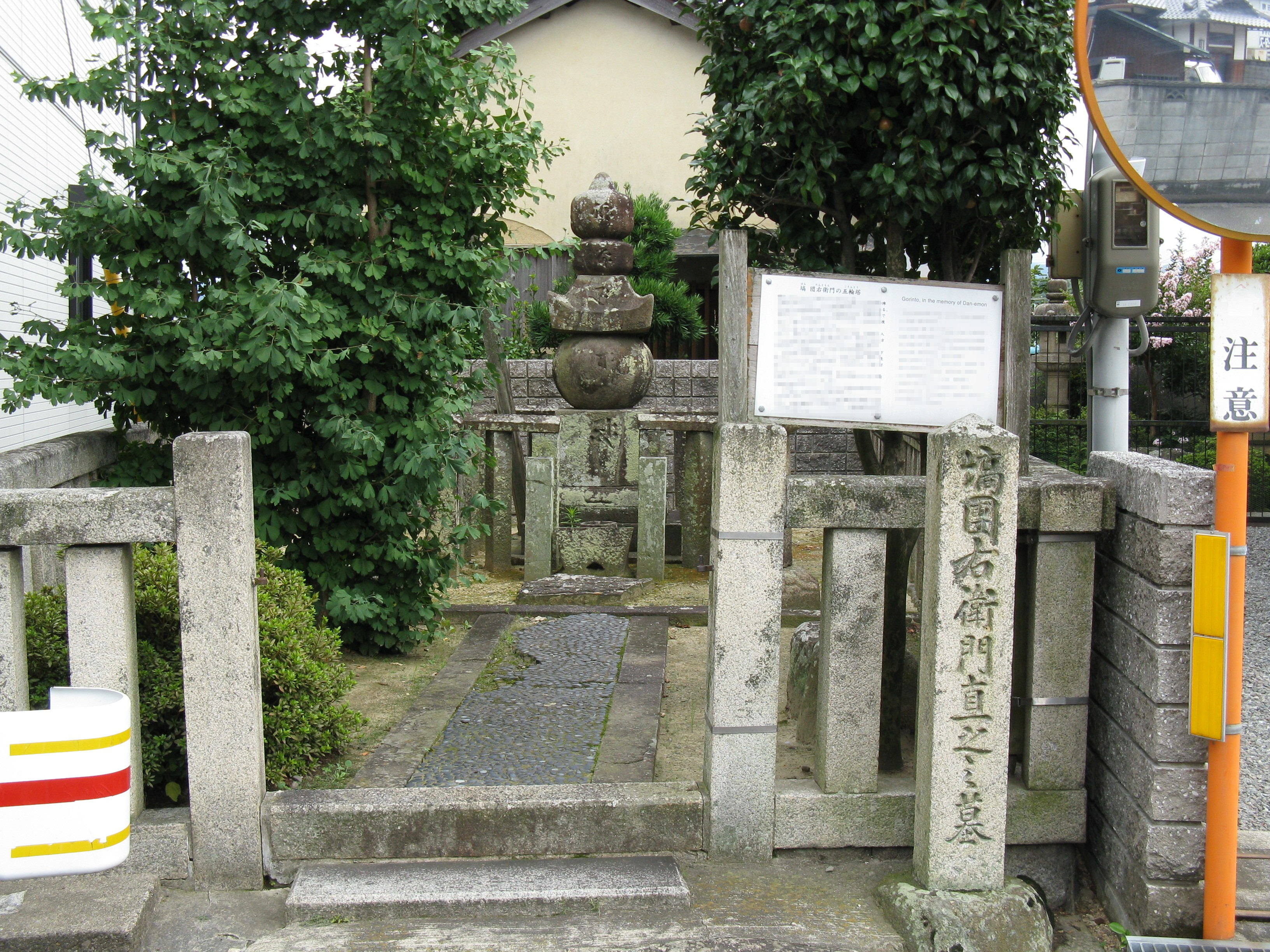
塙直之（塙団右衛門） 墓所

慶長19年（1614年）、大坂冬の陣が始まると、直之は還俗。山縣三郎右衛門なるものを家来としてまずは近江路へと進んだが、関東方（徳川方）は多勢で功をあげても禄は期待できないが豊臣方ならば大功上げれば大名にもなれると相談し、決心して引き返して豊臣方に参加することになった。浪人衆の1人として大将・大野治房の組に預けられ、和議が迫ったころ、志願して夜襲の許可を得て、11月17日、直之は米田監物と共に蜂須賀至鎮の陣に夜襲をし、その家臣・中村右近を討ち取るなど戦果をあげた。その際、直之は本町橋の上に床几を置いて腰かけて動かず、士卒に下知を飛ばして戦い、「夜討ちの大将　塙団右衛門直之」と書いた木札をばら撒かせた。これは嘉明に対して自分には将帥の才もあることを示すためだったと言われる。（本町橋の夜戦）
翌年の大坂夏の陣では部将の1人に任じられ、緒戦における紀州攻めにおいて大野治房の指揮下で出陣し、浅野長晟と対戦。4月29日、樫井の戦いで、一番槍の功名を狙い、仲が悪かった先陣の岡部大学（則綱）と競い合って突出し、治房本隊や和泉国の一揆勢との連携が取れないまま、混戦に陥った。直之は浅野家臣の田子（多胡）助左衛門、亀田大隅、八木新左衛門、および横井平左衛門（上田重安の家人）らと交戦。一説には、直之は田子の弓矢を額に受けて落馬したところを、八木に組付かれて首を打ち取られた。異説では、亀田大隅あるいは横井平左衛門が打ち取ったとも言う。直之の僚友の淡輪重政は、その戦死を見て、敵中に斬り込み、討死した。この時、大将の大野治房は願泉寺で食事をとっており、敗報を聞いて、慌てて退却した。大坂方では生還した岡部大学が勇士・塙直之を見殺しにしたとの批判が上がり、岡部は戦闘時は奮戦したものの退いたことを恥、一時切腹を覚悟し、落城の後には名を変えて隠棲した。
直之の墓所は、大阪府泉南郡南中通村大字樫井にあり、大阪府道64号和歌山貝塚線（熊野街道）沿いに、淡輪重政の墓と隣接して存在する。

## 人物・逸話
- 文禄の役においては、前述のように加藤家の4反（およそ1.3m×10m）の大きな旗指物（青絹地の日の丸）を背負って戦場を疾走し、賞賛された。
- 樫井の戦いでは、旗印に「塙団右衛門」と書いて自身の名を知らしめた。
- これらの派手な活躍は、江戸時代の講談において、人気を博した。
- 麻疹（はしか）が流行した文久2年（1862年）に版行された錦絵（はしか絵）のひとつに『痳疹まじなひの弁』と題されたものがあり[13]（歌川芳豊、同年4月版行）、その詞書には「かつて「伴何某（ばんなにがし）」という「勇猛無双の武士」であった鉄牛という禅僧が、諸国を修行中に飛騨国で道に迷い、樹洞で夜をしのいでいたところ、諸国を巡って麻疹を流行させようとする疫神たちの声を聞き、捕まえて成敗した。以後、「立春大吉鉄牛和尚宿」と紙に書いて家の門口に貼れば麻疹にかからない」と記されている[13][14]。これについて、講談などで庶民に名の知られた直之が、はしか絵の一つのパターンである「英雄が疫神を懲らしめる」という画題に投影されたものとする考察がある[14]。
- 『宮城県史』には、大坂の陣の際に伊達勢に捕えられた直之の娘が侍女として召抱えられ、のちに伊達政宗の側室となったという説話が紹介されている[15]。この娘が政宗四男・宗泰の生母・祥光院であるとされるが、宗泰は慶長7年（1602年）生まれなので辻褄が合わず、また伊達氏の家譜では宗泰生母の名前・出自共に不詳であるとしている。
- 大の鉄砲嫌いの武将として有名。これは、刀や槍、弓矢に比べて、鉄砲で討ち取った場合だと手柄を証明し辛いかった事に起因しているとされ、やや独り善がりで承認欲求の強かった直之にとって、鉄砲は最も忌むべき物であったと言える。その為、関ケ原の戦いや大坂の陣で鉄砲隊の指揮を任された際も、それを無視して無謀な行動に出るに至ってしまっている。[要出典]

## 関連作品
小説
- 芥川龍之介「古千屋」
- 司馬遼太郎『言い触らし団右衛門』

映画
- 『塙団右衛門 化物退治の巻』（1935年）

テレビドラマ
- NHK大河ドラマ『葵 徳川三代』（2000年） 演:須藤正裕
- NHK大河ドラマ『真田丸』（2016年） 演:小手伸也